# Neoregelia pendula
Neoregelia pendula är en gräsväxtart som beskrevs av Lyman Bradford Smith. Neoregelia pendula ingår i släktet Neoregelia och familjen Bromeliaceae.

## Underarter
Arten delas in i följande underarter:
- N. p. brevifolia
- N. p. pendula